# クリエイト (スーパーマーケット)
株式会社クリエイトは、佐賀県杵島郡白石町に本社を置く、かつて存在したスーパーマーケットであった。

## 概要
1992年（平成4年）12月に創業し佐賀県内において生鮮食品に強みを持った「旬鮮市場」など6店舗を展開していた。

## 沿革
- 1992年（平成4年）12月 - 設立[1]。
- 2013年（平成25年）
  - 6月26日 - マックスバリュ九州株式会社が株式会社クリエイトの株式譲受および子会社化について基本合意した[1]。
  - 7月末 - マックスバリュ九州株式会社が発行済株式の80％を取得し子会社化[3]。
- 2014年
  - 11月 - マックスバリュ九州株式会社が発行済株式の20%を追加取得し完全子会社化
- 2016年
  - 6月30日 - さが旬鮮市場久保田店閉店[4]。
  - 7月31日 - さが旬鮮市場武雄店閉店[4]。
  - 9月1日 - マックスバリュ九州株式会社と吸収合併[2]。さが旬鮮市場鳥栖店、ショッピングタウンサンパーク店、さが旬鮮市場中原店を株式会社クリエイトより承継[注釈 1][5]。
  - 10月1日 - ショッピングタウンサンパーク店をザ・ビッグ白石店としてリニューアルオープン[6]。
  - 11月26日 - さが旬鮮市場江北店閉店[7][8]。
  - 11月30日 - さが旬鮮市場江北店を近隣のイオン江北店内に移転、統合するかたちでザ・ビッグ江北店として開店。すでに本州ではイオン石和店（山梨県笛吹市、旧・石和サティ）の食品売場にザ・ビッグを導入する例などがあったが、九州では初の事例となる[7][8][9]。
- 2017年（平成29年）1月21日 - さが旬鮮市場中原店をザ・ビッグ中原店に業態転換[10]。これにより、株式会社クリエイトから継承された全店舗の「ザ・ビッグ」への改装を完了した。

## 店舗
すべて佐賀県に所在
| 店名                         | 所在地                             | 備考                                           |
| ---------------------------- | ---------------------------------- | ---------------------------------------------- |
| ショッピングタウンサンパーク | 佐賀県杵島郡白石町戸ヶ里2262       | 現在はザ・ビッグ白石店                         |
| 旬鮮市場久保田店             | 佐賀市久保田町大字新田字久富3824-1 | 閉店後、解体                                   |
| 旬鮮市場江北店               | 杵島郡江北町大字佐留志1947-1       | 解体後、現在はドラッグストアモリ江北店         |
| 旬鮮アクロスプラザ武雄店     | 武雄市武雄町富岡12506-4            | 現在は西松屋新アクロスプラザ武雄店が居抜き出店 |
| 旬鮮市場鳥栖店               | 鳥栖市宿町字野添1156-1             | 現在はザ・ビッグ鳥栖店                         |
| 旬鮮市場中原店               | 三養基郡みやき町大字原古賀535-1    | 現在はザ・ビッグ中原店                         |